# خليج اللجنة
خليج اللجنة (بالإنجليزية: Committee Bay)‏ هو ممر مائي في القطب الشمالي في "منطقة كيتيكميوت"، نونافوت، كندا. فهو يشكل الحافة الجنوبية الشرقية لخليج بوتيا ويحدها من الشرق من شبه جزيرة ميلفيل، و من الشمال الغربي شبه جزيرة سيمبسون. جزيرة ويلز تقع داخل الخليج.
تم استكشافها لأول مرة من قبل المستكشف جون راي في 1846-1847.